# Galatone
Galatone là một đô thị và thị xã của Ý. Đô thị này thuộc tỉnh Lecce trong vùng Apulia. Galatone có diện tích 46 km2, dân số theo ước tính năm 2005 của Viện thống kê quốc gia Ý là 15.948 người. 
Các đơn vị dân cư:
Đô thị Galatone giáp với các đô thị: Galatina, Nardò, Neviano, Sannicola, Seclì.